# Svalinn

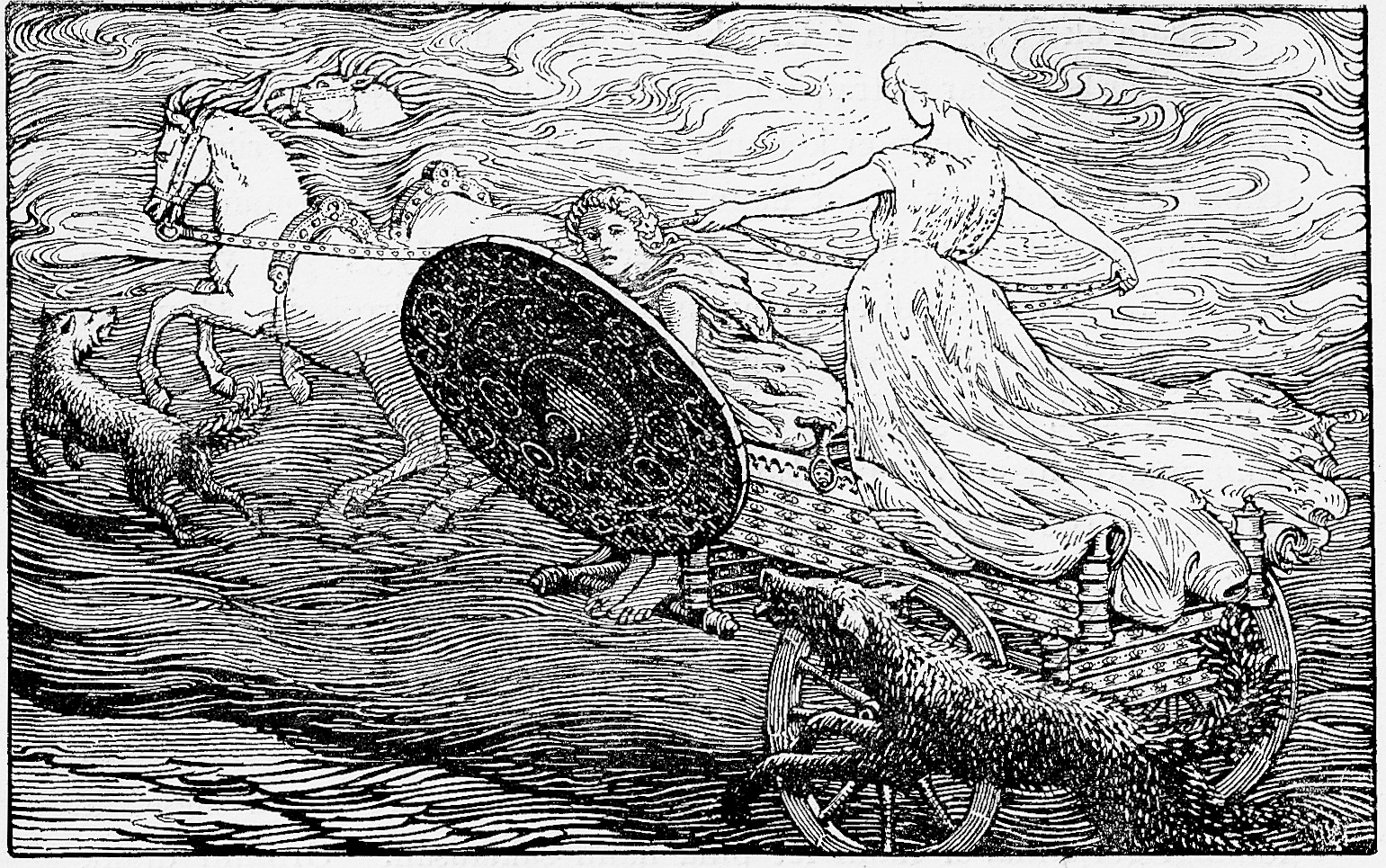
Bouclier protégeant le chariot de feu.

Dans la mythologie nordique, Svalinn est le bouclier placé entre Sól, personnification du Soleil, et la Terre, pour protéger cette dernière des rayons. Dans le Grímnismál, poème mythologique, ce bouclier, ainsi que son importance capitale pour la stabilité du monde, sont évoqués à la trente-huitième strophe :
Svalinn est appelé le bouclier
Placé entre le monde et les rayons de la Déesse brillante.
La mer bouillirait et la terre fumerait,
Si celui-ci un jour venait à choir.

## Étymologie
Svalinn semble venir du proto-germanique *swalaz ("froid") par l'intermédiaire du vieux norrois svalr ("froid, tiède").